# Biogeografia
Biogeografia (gr. bíos ‘życie’, gé ‘ziemia’, gráphein ‘pisać’) – nauka przyrodnicza z pogranicza biologii i geografii, badająca rozmieszczenie przestrzenne osobników oraz:
- przyczyny prawidłowości tego rozmieszczenia[1][2][3],
- jego geologicznej przeszłości;
- prognozy na jego przyszłość.

Biogeografia zajmuje się zarówno pojedynczymi gatunkami oraz biocenozami, jak również ich zespołami, biomami, a także całą biosferą.
Rozmieszczenie zwierząt bada zoogeografia, a roślin – fitogeografia. W tej pierwszej Ziemia jest podzielona na krainy zoogeograficzne, a w tej drugiej – na państwa florystyczne.